# Paskalevets
Paskalevets (bulgariska: Паскалевец) är ett distrikt i Bulgarien.   Det ligger i kommunen Obsjtina Pavlikeni och regionen Veliko Tărnovo, i den centrala delen av landet, 190 km öster om huvudstaden Sofia.